# Living With War
Living With War är ett album av Neil Young från 2006. Albumet är ett angrepp på USA:s president George W. Bush och dennes politik, vilket kanske blir som mest tydligt i låten "Let's Impeach the President". Young visar bland annat sitt missnöje med Irakkriget och handlandet i samband orkanen Katrina.
Låtarna spelades in på sex dagar endast en månad innan det gavs ut och flera av låtarna spelades in samma dag som de skrevs. Albumet kunde även laddas ner gratis från Youngs hemsida redan en vecka innan det släpptes i butik. 
Albumet nådde 14:e plats på albumlistan i USA och 15:e i Storbritannien.

## Låtlista
Alla låtar utom "America the Beautiful" är skrivna av Neil Young.
1. "After the Garden" - 3:23
2. "Living With War" - 5:04
3. "The Restless Consumer" - 5:47
4. "Shock and Awe" - 4:52
5. "Families" - 2:25
6. "Flags of Freedom" - 3:42
7. "Let's Impeach the President" - 5:10
8. "Lookin' for a Leader" - 4:03
9. "Roger and Out" - 4:25
10. "America the Beautiful" - 2:56